# Taseopteryx
Taseopteryx là một chi bướm đêm thuộc họ Noctuidae.